# Heinz Scholz (Musiker)
Heinz Scholz (* 25. Jänner 1897 in Steyr; † 9. Jänner 1988 in Salzburg) war ein österreichischer Pianist, Hochschullehrer und Präsident des Salzburger Mozarteums.

## Leben und Wirken
Heinz Scholz war der Sohn eines aus Steyr stammenden Kaufmanns, seine Mutter Johanna war eine begabte Sängerin. Scholz absolvierte eine kaufmännische Ausbildung und studierte in Linz Klavier und Musiktheorie. Anschließend setzte er sein Klavierstudium von 1919 bis 1921 bei Felix Petyrek am Mozarteum fort, wo er anschließend ab 1921 bis zu seiner Emeritierung im Jahr 1968 und darüber hinaus bis 1969 im Rahmen eines Lehrauftrags lehrte. Nach einer Tätigkeit als Ausbildungslehrer für Klavier ab 1921 übernahm er 1928–68 die Leitung einer Klavierklasse. Während des Zweiten Weltkriegs wurde er zum Wehrdienst eingezogen; nach Kriegsende wirkte er am Wiederaufbau des Mozarteums mit. Von 1959 bis 1968 war er Leiter der Abteilung für Tasteninstrumente. Zudem hatte er von 1964 bis 1968 die Leitung der Internationalen Sommerakademie inne. Scholz war von Juli 1964 bis Ende Dezember 1965 interimistischer Präsident des Mozarteums als Nachfolger des unerwartet verstorbenen Eberhard Preußner.
Als Konzertpianist unternahm Scholz Tourneen nach England, Holland, Italien und in die USA, dabei arbeitete er mit Dirigenten zusammen wie Herbert von Karajan, Clemens Krauss, Arturo Toscanini und Bernhard Paumgartner. Gemeinsam mit den Wiener Philharmonikern spielte er unter der Leitung von Bruno Walter. Häufig trat er gemeinsam mit seinem Bruder, dem Pianisten Robert Scholz, auf. Kammermusikpartner waren zum Beispiel Friedrich Wührer, Paul von Schilhawsky oder Gilbert Schuchter.

## Auszeichnungen
- 1962: Silberne Mozart-Medaille
- 1971: Ehrenmitglied des Mozarteum

## Diskografie (Auswahl)
- Klavierkonzert Nr. 12 A-dur KV 414. Heinz Scholz auf dem Hammerflügel aus Mozarts Geburtshaus. Mit der Camerata Academica, Dirigent: Bernhard Paumgartner. LP, Mono (Archiv Produktion; 1954)